# Maîtrise (Québec)
La maîtrise est la formation du 2e cycle universitaire québécois. Il comporte habituellement 60 crédits (20 cours) et s’échelonne sur deux années d’études à temps complet.

## Admission
Au Québec, une formation pré-universitaire de deux années au niveau collégial mène aux études universitaires qui ont une durée de trois ou quatre ans.
La maîtrise au Québec n'est pas directement équivalente au Master en France. En effet, bien que les deux diplômes soient obtenus après cinq années d’études universitaires continues, leurs durées totales diffèrent. Un Master en France est décerné après 17 années d’études au total, tandis qu’une maîtrise au Québec est obtenue après 18 années d’études, comprenant notamment un diplôme d’études collégiales (DEC) acquis après 13 années de scolarité. Ainsi, la maîtrise au Québec correspond à un niveau Bac +6 en France.
Concernant la spécialisation, la maîtrise québécoise peut être un programme unique ou un diplôme issu de la combinaison de deux ou trois programmes d’études, ce que l'on appelle une maîtrise par cumul de programmes. Bien que les grades universitaires associés aux deux types de maîtrise soient identiques, il est important de souligner que ce diplôme n’implique pas forcément les mêmes possibilités ni la même reconnaissance sur le marché du travail, tant au Québec qu’en France.
Il est également essentiel de noter que le terme "équivalence des diplômes" est souvent mal utilisé. En réalité, il n’existe pas de reconnaissance juridique directe entre un diplôme obtenu en France et un diplôme obtenu au Canada. Il est donc plus juste de parler de "correspondance" ou d'"évaluation comparative" entre les diplômes des deux pays.

## Diplôme
Normalement, les élèves commencent l'université à 20 ans (âge au 30 septembre). Le parcours typique des étudiants québécois qui poursuivent des études universitaires implique qu'ils ont complété, au minimum, 13 années d'études : six années d'études primaires, cinq années d'études secondaires et deux années d'études collégiales. Par exemple, la maîtrise en psychologie est accordée après deux ans.
Ce diplôme se classe au niveau 7 de la Classification internationale type de l'éducation 2011 (CITÉ 2011) et au niveau 5A de la CITÉ 1997.
Historiquement, il existait, de 1879 à 1969, au Canada français, et principalement au Québec, une maîtrise des arts qui était la sanction du cours classique. Il fut remplacé par le Diplôme d’études collégiales.
La longueur d’un mémoire de deuxième cycle universitaire peut être variable. Au Québec, un chercheur a observé avec un échantillon de près de 60 000 mémoires publiés entre 2000 et 2020, que leur longueur moyenne était de 127,4 pages et leur longueur médiane, de 119 pages .